# Ponte di Piave
Ponte di Piave ist eine nordostitalienische Gemeinde (comune) mit 8296 Einwohnern (Stand 31. Dezember 2023) in der Provinz Treviso in Venetien. Die Gemeinde liegt etwa 19 Kilometer ostnordöstlich von Treviso am Piave.

## Verkehr
Ponte di Piave liegt an der früheren Strada Statale 53 Postumia (heute: Regionalstraße). Der Bahnhof der Gemeinde liegt an der Strecke Treviso-Portogruaro, die seit 2000 wieder betrieben wird.

## Persönlichkeiten
- Goffredo Parise (1929–1986), Schriftsteller, lebte lange Jahre in Ponte di Piave
- Gino Paro (1910–1988), Erzbischof und Diplomat des Heiligen Stuhls, wurde in Ponte di Piave geboren

## Gemeindepartnerschaft
Ponte di Piave unterhält eine Partnerschaft mit der französischen Gemeinde Castelginest im Département Haute-Garonne.